# Will the Circle Be Unbroken
Albums de Nitty Gritty Dirt Band
All the Good Times
(1971) Stars & Stripes Forever
(1974)
Will the Circle Be Unbroken est un album de Nitty Gritty Dirt Band sorti en 1972.

## L'album
Le titre de l'album vient d'un hymne chrétien de 1861-1918 Ada R. Habershon (en) gospel (Will the Circle Be Unbroken 1907) mis au point par Charles Hutchison Gabriel 1856-1932 . Il atteint la 4e place du classement country et la 68e du Billboard 200 en 1973. 
Il fait partie des 1001 albums qu'il faut avoir écoutés dans sa vie.

### Titres

#### Face A
1. Grand Ole Opry Song (Hylo Brown) (2:59)
  - Jimmy Martin (voix, guitare), John McEuen (banjo), Vassar Clements (violon), Les Thompson (mandoline), Roy Husky (contrebasse) ; Jeff Hanna, Gary Scruggs, Jimmy Ibbotson, Ray Martin (chœurs)
2. Keep on the Sunny Side (A.P. Carter, Gary Garett) (3:35)
  - Maybelle Carter (voix, guitare), Doc Watson (guitare), Bashful Brother Oswald (dobro), Husky (basse), Earl Scruggs (banjo), Randy Scruggs (autoharpe), McEuen (mandoline) ; Hanna, Thompson, Merle Travis, Ibbotson, Watson, Gary Scruggs (chœurs)
3. Nashville Blues (Earl Scruggs) (3:10)
  - Earl Scruggs, McEuen (banjo), Hanna (planche à laver), Jimmie Fadden (harmonica), Clements (violon), Randy Scruggs (guitare), Norman Blake (dobro), Husky (basse)
4. You Are My Flower (A.P. Carter) (3:35)
  - McEuen (banjo), Earl Scruggs (guitare), Blake (dobro), Fadden (autoharpe), Ibbotson (caisse claire), Huskey (basse), Randy Scruggs (guitare) ; Hanna, Thompson, Randy Scruggs (chœurs)
5. The Precious Jewel (Roy Acuff) (3:30)
  - Acuff (voix), McEuen (banjo), Fadden (harmonica), Thompson (mandoline), Earl Scruggs (guitare, Randy Scruggs (autoharpe), Clements (violon), Huskey (basse), Kirby (dobro)
6. Dark as a Dungeon (Merle Travis) (2:45)
  - Travis (voix, guitare), McEuen (mandoline, Fadden (harmonica), Huskey (basse) ; Hanna, Thompson, Ibbotson (chœurs)
7. Tennessee Stud (Jimmie Driftwood) (4:22)
  - Watson (voix, guitare), McEuen (banjo), Fadden (harmonica), Ibbotson (guitare), Huskey (basse), Clements (violon), Hanna (chœurs)
8. Black Mountain Rag (traditionnel) (2:10)
  - Watson (guitare), McEuen (banjo), Ibbotson (guitare), Thompson (mandoline), Fadden (harmonica), Clements (violon), Huskey (basse)
9. Wreck on the Highway (Dorsey Dixon) (3:24)
  - Acuff (voix), Fadden (harmonica), Thompson (mandoline), Kirby (dobro), Earl Scruggs (guitare), Clements (violon), Huskey (basse)
10. The End of the World (Fred Rose) (3:53)
  - Oswald (dobro), Watson, Earl Scruggs (guitare), Huskey (basse)
11. I Saw the Light (Hank Williams) (3:45)
  - Acuff (voix), Earl Scruggs (banjo), Fadden (harmonica), McEuen (mandoline), Watson (guitare), Kirby (dobro), Clements (violon), Randy Scruggs (autoharpe), Huskey (basse); Hanna, Thompson, Ibbotson, Martin (chœurs)
12. Sunny Side of the Mountain (Byron Gregory, Harry McAuliffe) (2:14)
  - Martin (voix, guitare), McEuen (banjo), Thompson (mandoline), Fadden (harmonica), Ibottson (caisse claire), Clements (violon), Huskey (basse) ; Hanna, Thompson, Gary Scruggs, Ray Martin (chœurs)
13. Nine-Pound Hammer (Merle Travis) (2:14)
  - Travis (voix, guitare), McEuen (banjo), Fadden (harmonica), Ibbotson (caisse claire), Huskey (basse) ; Hanna, Ibbotson, Thompson (chœurs)
14. Losin' You (Might Be the Best Thing Yet) (Edria A. Humphrey, Jimmy Martin) (2:44)
  - Martin (voix, guitare), McEuen (banjo), Fadden (harmonica), Thompson (mandoline, Ibbotson (caisse claire), Clements (violon), Huskey (basse)
15. Honky Tonkin' (Hank Williams) (2:19)
  - Fadden (voix), Hanna (guitare), Blake (dobro), Clements (guitare, violon), Thompson (mandoline), Huskey (basse), Ibbotson (batterie)
16. You Don't Know My Mind (Jimmie Skinner) (2:45)
  - Martin (voix, guitare), McEuen (banjo), Thompson (mandoline), Fadden (harmonica), Ibbotson (batterie), Huskey (basse), Clements (violon) ; Hanna, Thompson, Gary Scruggs, Ray Martin (chœurs)
17. My Walkin' Shoes (Jimmy Martin, Paul Williams) (2:02)
  - Martin (voix, guitare), McEuen (banjo), Thompson (mandoline), Fadden (harmonica), Ibottson (caisse claire), Clements (violon), Huskey (basse) ; Hanna, Thompson, Gary Scruggs, Ray Martin (chœurs)

#### Face B
1. Lonesome Fiddle Blues (Vassar Clements) (2:41)
  - Clements (violon), McEuen (banjo), Ibbotson (guitare), Fadden (harmonica), Hanna (planche à laver), Thompson (mandoline), Randy Scruggs (guitare), Ellis Padget (basse)
2. Cannonball Rag (Merle Travis) (1:15)
  - Travis (guitare), Huskey (basse)
3. Avalanche (Millie Clements) (2:50)
  - Clements (violon), McEuen (banjo), Ibbotson (guitare), Hanna (planche à laver), Thompson (mandoline), Fadden (harmonica), Huskey (basse)
4. Flint Hill Special (Earl Scruggs) (2:12)
  - Earl Scruggs (banjo), Fadden (harmonica), Thompson (mandoline), Gary Scruggs (guitare), Blake (dobro), Clements (violon), Ibbotson (caisse claire), Huskey (basse)
5. Togary Mountain (Walter McEuen) (2:25)
  - McEuen (banjo), Ibbotson (guitare), Thompson (mandoline), Blake (dobro), Clements (violon), Huskey (basse)
6. Earl's Breakdown (Earl Scruggs) (2:34)
  - Earl Scruggs (banjo), Randy Scruggs (guitare), Clements (violon), Thompson (mandoline), Ibbotson (caisse claire), Huskey (basse)
7. Orange Blossom Special (Ervin T. Rouse) (2:14)
  - Clements (violon), McEuen (banjo), Thompson (mandoline), Martin (guitare), Ibbotson (caisse claire), Randy Scruggs (guitare), Padgett (basse)
8. Wabash Cannonball (A.P. Carter) (2:00)
  - Kirby (dobro), Fadden (harmonica), Watson (guitare), Huskey (basse), Earl Scruggs (guitare)
9. Lost Highway (Leon Payne) (3:37)
  - Ibbotson (voix, guitare), Thompson (mandoline), Hanna (batterie), Clements (violon), Blake (dobro), Huskey (basse), McEuen (banjo)
10. Doc Watson & Merle Travis, First Meeting (Dialogue) (1:52)
11. Way Downtown (traditionnel, Doc Watson) (3:30)
  - Watson (voix, guitare), McEuen (banjo), Thompson (mandoline), Ibbotson (guitare), Fadden (harmonica), Clements (violon), Huskey (basse), Hanna (chœurs)
12. Down Yonder (Doc Watson) (1:48)
  - Watson (guitare), McEuen (banjo), Ibbotson (guitare), Fadden (harmonica), Thompson (mandoline), Hanna (planche à laver), Clements (violon), Huskey (basse)
13. Pins and Needles (In My Heart) (Floyd Jenkins) (2:53)
  - Acuff (voix), Kirby (dobro), Fadden (harmonica), Thompson (mandoline), McEuen (banjo), Earl Scruggs (guitare), Clements (violon), Ibbotson (caisse claire), Huskey (basse)
14. Honky Tonk Blues (Hank Williams) (2:22)
  - Hanna (voix), Bill McEuen (guitare), Ibbotson (batterie), Blake (dobro), Clements (violon), Huskey (basse)
15. Sailin' on to Hawaii (Beecher Kirby) (2:00)
  - Kirby (dobro), Watson, Scruggs (guitare), Huskey (basse)
16. I'm Thinking Tonight of My Blue Eyes (A.P. Carter) (4:25)
  - Carter (voix, guitare), Earl Scruggs (banjo), McEuen (mandoline), Travis (guitare), Kirby (dobro), Clements (violon), Huskey (bass) ; Hanna, Thompson, Ibbotson, Randy Scruggs (chœurs)
17. I am a Pilgrim (traditionnel) (2:55)
  - Travis (voix, guitare), Fadden (harmonica), Ibbotson (caisse claire), Huskey (basse)
18. Wildwood Flower (A.P. Carter) (3:34)
  - Carter (voix, autoharpe), McEuen, Earl Scruggs (banjo), Ibbotson (guitare), Thompson (mandolin), Huskey (basse)
19. Soldier's Joy (John McEuen, Earl Scruggs) (2:05)
  - Earl Scruggs (banjo), McEuen, Uncle Dave Macon (banjo)
20. Will the Circle Be Unbroken (A.P. Carter) (4:50)
  - Carter (voix, autoharpe, premier verset), Earl Scruggs (banjo), Watson (guitare), Fadden (harmonica), Travis (guitare), McEuen (mandoline) ; Martin (voix, guitare, deuxième verset), Kirby (dobro), Clements (violon), Huskey (basse) ; Acuff (voix, troisième verset) ; Watson, Hanna, Ibbotson, Thompson, Gary Scruggs, Ray Martin, Timmy Martin, Randy Scruggs, Betty Travis, Fred Cross, Gloria Belle, Louise Scruggs, Steve Scruggs, Chet Flippo, Martha Flippo, Larry Murray, Mike Carr, Alice McEuen (chœurs)
21. Both Sides Now (Joni Mitchell) (2:19)
  - Randy Scruggs (guitare)

Will the circle be unbroken a été utilisé dans le jeu vidéo BioShock Infinite dans une version chorale, chantée par Maureen Murphy, et une version acoustique primée, par Troy Baker (guitare) and Courtnee Draper, les voix originales respectives de Booker DeWitt et d'Elizabeth. L'utilisation des paroles originales a suscité quelques polémiques : certains commentateurs, apparemment pas au fait des différences entre l'originale et les versions de Carter, ont critiqué l'omission du mot "Seigneur" du refrain, comme une censure anticléricale. Le choix s'explique par un souci de cohérence, étant donné que le jeu se déroule en 1912.